# Hip Hop Dictionary
Albums de Marley Marl
The Queensbridge Sessions
(1996) Re-Entry
(2001)
Hip Hop Dictionary est le troisième album studio de Marley Marl, sorti le 8 décembre 2000 uniquement au Japon.

## Liste des titres
| No  | Titre                                                                     | Contient un (des) sample(s) de                          | Durée |
| --- | ------------------------------------------------------------------------- | ------------------------------------------------------- | ----- |
| 1.  | Hip Hop Dictionary Introduction                                           |                                                         | 1:10  |
| 2.  | Haters (featuring LL Cool J)                                              | Free at Last d'Al Green How High de Method Man & Redman | 3:50  |
| 3.  | It's All Real (featuring Lords of the Underground)                        |                                                         | 3:35  |
| 4.  | Hip Hop History #1                                                        |                                                         | 1:08  |
| 5.  | Funk S#$T (featuring Common)                                              |                                                         | 3:04  |
| 6.  | Hip Hop History #2                                                        |                                                         | 0:57  |
| 7.  | Time Is Money (featuring Co-Cheez)                                        |                                                         | 3:23  |
| 8.  | Hip Hop History #3                                                        |                                                         | 1:56  |
| 9.  | Funk S#$T ("E.Q" Natural Vibe Remix) (featuring Common)                   |                                                         | 5:26  |
| 10. | Hip Hop History #4                                                        |                                                         | 1:31  |
| 11. | It's All Real (Muro's Rekindled Mix) (featuring Lords of the Underground) |                                                         | 3:43  |
| 12. | Hip Hop Dictionary Outro                                                  |                                                         | 1:35  |